# تاریخ اربل
بناهة البلد الخامل لمن ورده من الامائل مشهور به تاریخ اربل عنوان کتابی است از ابن مستوفی اربلی تاریخ‌نگار و محدث عراقی قرن ششم و هفتم قمری. این کتاب به گزارش ابن خلکان در چهار جلد و به عقیدهٔ روزنتال در پنج جلد نوشته شده‌است. موضوع این کتاب، تاریخ ادیبان و پادشاهان است. 